# Almostazir
Almostazir ou Almostadir (em árabe: المستظهر بالله; romaniz.: Al-Mustazhir/Al-Mustadhir) foi o califa abássida entre 1094 e 1118, sucedendo ao seu pai Almoctadi. Durante o seu reinado de vinte e quatro anos ele foi politicamente irrelevante, mesmo em meio ao caos provocado internamente pela irrupção da Primeira Cruzada na Síria. Uma tentativa chegou a ser feita pelo cavaleiro cruzado Raimundo IV de Toulouse de atacar Bagdá, mas ele foi derrotado em Tocate. 

## História
No ano de 1099, Jerusalém foi capturada pelos cruzados e seus habitantes foram massacrados. Pregadores viajaram por todo o califado proclamando a tragédia e recrutando soldados para recuperar a Mesquita de Alacça - o terceiro lugar mais sagrados dos muçulmanos, onde o profeta Maomé ascendeu ao céu - das mãos dos infiéis cristãos. Porém, apesar do sucesso em outros locais, a missão fracassou nas províncias orientais, que estavam entretidas em suas próprias batalhas internas e pouco se importavam com o destino da Terra Santa que, de qualquer forma, já estava nas mãos dos xiitas fatímidas. Hordas de refugiados buscaram refúgio em Bagdá e ali se juntaram à população local clamando por uma guerra santa contra os francos (o nome pelo qual os muçulmanos chamavam todos os cruzados). Por duas sextas-feiras do ano de 1111, os insurgentes, liderados por ibne Alcaxabe, o cádi de Alepo, invadiu a Grande Mesquita e espatifou tanto o púlpito quanto o trono do califa, obrigando aos berros que o serviço se encerrasse. Porém, nem o sultão seljúcida e nem o califa se interessaram em mandar um exército para o ocidente.